# ラムジー・キャンベル
ジョン・ラムジー・キャンベル（英：John Ramsey Campbell、1946年1月4日- ）はイギリスのホラー小説作家である。
1960年代に最初の名声を得たときから、批評家達はキャンベルをホラーの分野における筆頭作家の1人とみなしている。T・E・D・クラインは「キャンベルは今日のその分野で最高峰に君臨している。」と書き記している。一方、S・T・ヨシは「後代の者たちは彼を、ラヴクラフトやブラックウッドにも等しい、我々の世代における筆頭のホラー作家とみなすだろう。」と述べている。

## 人物
キャンベルは1946年1月4日にイギリスのリヴァプールで生まれた。キャンベルの少年期および思春期は、両親の間にある亀裂と母親の進行する統合失調症の影響下にあった。キャンベルはThe Face That Must Dieの序文および後書きにて詳細にその体験を語っている。両親とともに同じ家に住んでいたにもかかわらず、キャンベルは「20年近く面と向かって父親を見たことはなかったし、初めて見た時には彼は死の寸前だった。」と述べている。
1971年1月1日、キャンベルはA・バートラム・チャンドラーの娘ジェニー・チャンドラーと結婚した。2人の間にはタムシン（1978年生まれ）、マシュー（1981年生まれ）の2人の子供がおり、一家はマージーサイドに居住している。
キャンベルは英国幻想文学協会（en:British Fantasy Society）の終生会長である。

## 経歴
1962年にアメリカアーカム・ハウスの単行本『ダーク・マインド、ダーク・ハート』（邦：漆黒の霊魂）収録の『ハイ・ストリートの教会』でデビューする。
キャンベルの初期作品はハワード・フィリップス・ラヴクラフトの作品に大きく影響を受けている。1964年にアーカム・ハウスから出版された最初の短編集The Inhabitant of the Lake and Less Welcome Tenantsはクトゥルフ神話の作品集であった。「安易に既成の神話アイテムに頼ってはいけない」というオーガスト・ダーレスの提案に従って、キャンベルはラヴクラフト的恐怖を描写するために、キャンベル独自の環境としてセヴァーン谷を作り出した。そして、アメリカマサチューセッツを舞台にしていた最初期の作品を、イングランドのグロスタシャー州にある架空の都市ブリチェスターやセヴァーン川付近のセヴァーン谷地域に舞台を移して書き直した。ブリチェスターはキャンベルの生まれたリヴァプールに深く影響を受けており、また、彼の後の作品の多くはその舞台をリヴァプールやマージーサイドに置いている。特に、2005年の長編Secret Stories（アメリカではSecret Storyという名で2006年に要約版として出版された）ではリヴァプール人の話し方、性格、ユーモア、文化を例示すると同時に風刺している。クトゥルフ神話の旧支配者グラーキ、アイホート、イゴーロナク、ダオロス、グロース、バイアティス、妖虫シャン族などは、キャンベルが創造した。
1973年の短編集Demons by Daylightでは、キャンベルは可能な限りラヴクラフトに類似した表現を用いないように努めている。1969年に、ファンジン誌Shadowに寄稿した"Lovecraft in Retrospect"と題するエッセイ にて、キャンベルは「徹底的に（ラヴクラフトの）作品を非難している」。しかし、キャンベルのラヴクラフト的作品を集めた1985年の短編集Cold Printでは、キャンベルは以前の記事で書いた意見を否定して、「私はラヴクラフトがその分野で最も重要な作家の一人であることを信じている」かつ「最初に読んだラヴクラフトの本が私を作家へと導いた」と述べている。Demons by Daylightに収録された『フランクリンの章句』では、ラヴクラフトの文書における語り口の技術が執筆スタイルのパロディに陥ることなく使用されている。他の物語、例えば"The End of a Summer's Day"や"Concussion"では、キャンベルの極めて成熟した特長のあるスタイルが見られる。S・T・ジョシは次のように記している。

おそらく彼の作品のパワーの大部分は彼の散文のスタイルに由来している、現代文学の中でも最も流動的で、濃厚で、喚情的なスタイルの1つである……平凡なものに対してすら詳細と余韻を見通す目と、それらをさっくりと、かつ、まるで散文詩的に表現する能力は、彼の作品に明快さと夢のような不明瞭さを同時に与えており、表現するには難しいが感じるのは容易いものとしている。

キャンベルはその後も数多くの短編集を発表している。1993年の短編集Alone with the Horrorsには最も評判の高い作品が多数収録されている。
キャンベルは、超自然的なもの、あるいはそうでないものも合わせて、多くの長編小説も執筆している。その1つであるThe Face That Must Die（1979年に最初に発表されたときには出版社によって一部カットされ、1983年に完全版が出版された）は、大部分が殺人者の視点から語られる同性愛に偏見を持つ連続殺人犯の物語である。後年の長編The Count of Eleven （1991年）には、より共感できる連続殺人犯が登場している。この作品ではキャンベルの言葉遊びに対する才能が示されており、著者が述べていることは「あなたがやめるべきと考えるときでも奇妙であることをやめないため」（読者に）不安をもたらす。The One Safe Place （1995年）のような他の超自然的ではない長編でも、子供の貧困や虐待といった社会問題を考察する際に極めてスリラー的な語り口を使用している。
作品には、英米で内容が異なるものがある。
キャンベルの超自然的ホラー長編の1つであるIncarnate（1983年）では、夢と現実の境界が次第に崩れていく。Midnight Sun（1990年）では地球外存在が児童文学作家の精神を通じて世界に入り込もうとする。恐怖と畏れの融合という点で、Midnight Sunにはラブクラフトのみならずアルジャーノン・ブラックウッドやアーサー・マッケンの影響が見られる。何ヶ月もの間、ボーダーズ・グループの店舗でフルタイムの勤務を行った後、キャンベルは終夜の書棚陳列業務の間に地獄のような作業場に捕らわれた書店店員を描くThe Overnight （2004年）を書き上げた。他の著名な作品としては、恐怖と喜劇の入り混じった悪夢のような中編小説Needing Ghostsが挙げられる。
終生の映画狂として、キャンベルはユニバーサル・ピクチャーズが制作した3篇のホラー映画（『フランケンシュタインの花嫁』、『女ドラキュラ』、『狼男』）のノベライズを1976年に行った。それらの作品は、カール・ドレッドストーンというペンネームで出版された。さらに3篇、同じペンネームでノベライズ作品が発表されているが、それらはキャンベルでなく他の作家によって書かれたものである。また、キャンベルはen:The Penguin Encyclopedia of Horror and the Supernatural （1986年）のホラー映画に関する多数の記事に貢献している。古い映画の特長は、キャンベルの2篇の小説Ancient ImagesとThe Grin of the Darkにもよく現れている。
ホラーの他には、キャンベルは独自に生み出した剣士ライア（Ryre the Swordsman）を主人公とする一連のファンタジー作品を執筆している。これらの作品の多くは短編集Far Away & Neverに収録されている。1976年には、彼は3篇のロバート・E・ハワードの未完のソロモン・ケーンものの作品、"Hawk of Basti"、"The Castle of the Devil"、"The Children of Asshur"を「完成」させた。キャンベルはまた、中篇Medusa （1973年）や短編"Slow"（短編集Told by the Dead収録）のようなサイエンス・フィクションの作品も少数執筆しているが、キャンベルは自らのサイエンス・フィクションを「主題を扱うことを意識しすぎているように自分では感じられる」と述べている。
キャンベルはまた、New Tales of the Cthulhu Mythos（1980年）、New Terrors （1980年）、Best New Horrorの最初の5年分（1990-1994年、スティーブン・ジョーンズ（en:Stephen Jones (author)）との共同作品）をはじめとした多数のアンソロジーを編纂している。1992年に編纂されたアンソロジーUncanny Banquetは、世に知られていなかった1914年のホラー小説であるエイドリアン・ロスのThe Hole of the Pitを初めて再録したことで有名である。
Ramsey Campbell, Probablyはキャンベルによる書籍評、映画評、自伝的作品、その他ノンフィクションを集めたものであり、2002年に出版された。この書籍はジョン・ブラナー、ボブ・ショウ、K・W・ジーターらのような作家に対する回想や評論を収録している。また、ショーン・ハットソンのスタイルをパロディにしつつ、ハットソンのHeathenへの否定的な批評を広範にわたって行っている。キャンベルは2007年まで、BBCラジオ・マージーサイドで映画とDVDの評論を毎週行っていた。また、Video Watchdog誌において、月1回の映画コラム"Ramsey´s Ramblings"を執筆している。

## 邦訳作品一覧

### 長編・中編
- The Doll Who Ate His Mother（1976年）（改訂版：1985年）
  - 『母親を喰った人形』（1987年）小倉多加志訳 早川書房 ISBN 978-4150404475
- The Nameless （1981年）
  - 『無名恐怖』（2002年） 鈴木玲子訳 アーティストハウス ISBN 978-4048973243

### 短編集
- The Inhabitant of the Lake and Less Welcome Tenants （1964年、J・ラムジー・キャンベル名義）
- Cold Print（1985年、増補版1993）
- 日本独自編集（2012-2013年）
  - 『クトゥルフ神話への招待 遊星からの物体X』扶桑社ミステリー、増田まもる・尾之上浩司訳 - 収録作7作中キャンベルの短編5作
  - 『クトゥルフ神話への招待 古きものたちの墓』扶桑社ミステリー、増田まもる・尾之上浩司・立花圭一訳 - 収録作4作中キャンベルの短編2作
- グラーキの黙示（サウザンブックス社）
  - 『グラーキの黙示1』2022年、森瀬繚・尾之上浩司訳、Cold Printの邦訳2巻分冊。
  - 『グラーキの黙示2』2022年、同上。
  - 『グラーキの黙示3』2024年、森瀬繚訳、1作。

### 編纂
- New Tales of the Cthulhu Mythos （1980年）[注 1]
  - 『真ク・リトル・リトル神話大系6 vol.1』（1983年） / 同『6 vol.2』（1983年） 福岡洋一他訳 国書刊行会
  - 『新編真ク・リトル・リトル神話大系6』（2009年） / 同『7』（2009年） 福岡洋一他訳 国書刊行会

### ホラーおよびクトゥルフ神話
収録数はグ黙1に11作、グ黙2に10作、グ黙3に1作。
- ハイ・ストリートの教会：グ黙1、インスマス年代記上、漆黒の霊魂
- 城の部屋：グ黙1、クト9
- 橋の恐怖 / 恐怖の橋：グ黙1、扶桑1
- 昆虫族、シャッガイより来たる / 妖虫：グ黙1、真ク9&新ク4
- ヴェールを剥ぎ取るもの / ヴェールを破るもの：グ黙1、扶桑1
- 湖の住人 / 湖畔の住人：グ黙1、扶桑2
- 奏音領域 / 異次元通信機：グ黙1、真ク9&新ク4
- ユゴスの坑 / 暗黒星の陥穽：グ黙1、真ク3&新ク4
- ムーン＝レンズ / ムーン・レンズ：グ黙1、扶桑2
- 島にある石 / 呪われた石碑：グ黙2、扶桑1
- コールド・プリント：グ黙2、ナイトランド創刊号
- パイン・デューンズの顔：グ黙2、真ク6-2&新ク7

## 評価研究
ゲイリー・ウィリアム・クローフォードのキャンベルに対する読者ガイドRamsey Campbell（1988年）は1987年までのキャンベルの作品の概要を語っている。S・T・ジョシのThe Modern Weird Tale（2001年）にはキャンベルの作品に対する大量の評価分析が記載されており、Classics and Contemporaries（2009年）にはキャンベルの後年の作品に関するエッセイが収録されている。ジョシはまた書籍1冊にわたる研究としてRamsey Campbell and Modern Horror Fiction （2001年）を執筆し、さまざまな作家による批評とキャンベル自身への長いインタビューを収録したThe Count of Thirty（Necronomicon Press、1994年）を編纂している。

## 受賞歴
- 1976 『母親を喰った人形』, 世界幻想文学大賞 長編賞ノミネート[16]
- 1978 "The Chimney", 世界幻想文学大賞 短編賞受賞
- 1978 "In The Bag", 英国幻想文学大賞 短編賞受賞
- 1980 "Mackintosh Willy", 世界幻想文学大賞 短編賞受賞
- 1981 To Wake the Dead （またはthe Parasite）, 英国幻想文学大賞 長編賞受賞[17]
- 1982 『無名恐怖』, 世界幻想文学大賞 長編賞ノミネート[18]
- 1985 Incarnate,  英国幻想文学大賞 長編賞受賞[19]
- 1988 The Hungry Moon, 英国幻想文学大賞 長編賞受賞[20]
- 1989 The Influence, 英国幻想文学大賞 長編賞受賞[21]
- 1991 Midnight Sun,  英国幻想文学大賞 長編賞受賞[22]
- 1992 The Count of Eleven, 英国幻想文学大賞 ノミネート[23]
- 1994 Alone with the Horrors,  世界幻想文学大賞 コレクション賞受賞
- 1994 The Long Lost, 英国幻想文学大賞 長編賞受賞[24]
- 1998 The House on Nazareth Hill, International Horror Guild 長編賞受賞; 英国幻想文学大賞 長編賞ノミネート[25]
- 1999 Ghosts and Grisly Things, 英国幻想文学大賞 長編賞受賞
- 2001 Silent Children, 英国幻想文学大賞 長編賞ノミネート[26]
- 2003 Told by the Dead, 英国幻想文学大賞 コレクション賞受賞
- 2003 The Darkest Part of the Woods, 英国幻想文学大賞 長編賞ノミネート[27]
- 2006 Secret Story, 英国幻想文学大賞 長編賞受賞[28]
- 2008 Grin of the Dark, 英国幻想文学協会 長編賞受賞[29]
- 2009 Thieving Fear, 英国幻想文学協会 長編賞ノミネート[30]